# 切涅
切涅，是匈牙利沃什州所辖的一个村，总面积19.12平方公里，总人口723，人口密度37.8人/平方公里（2010年1月1日）。